# Guederà
Guederà (en hebreu, גדרה) és un consell local del districte Central d'Israel. Es troba entre les ciutats d'Asdod i Rehovot. Fou fundat el 1884 per estudiants russos membres del grup Bilu, i obtingué l'estatus de consell local el 1949.

## Història

### Història bíblica
Guederà fou una ciutat dels cananeus, esmentada sota diverses variants del nom. La ciutat fou conquerida per Josuè. Coneguda també com a Guederot, posteriorment passà a formar part del territori de la tribu de Judà i fou ocupada pels filisteus, juntament amb Betxèmeix, Aialon, Socó, Timnà i Guimzó (2 Cr 28, 18).

### Actualitat
La situació de Guederà entre les grans ciutats del sud d'Israel (Rehovot, Asdod, Qiryat Gat, Ascaló i Rixon le-Tsiyyon, els baixos preus dels habitatges i els paisatges encara no urbanitzats de la rodalia han fet que moltes persones s'hi instal·lin. Guederà és, de fet, un dels municipis amb la taxa de creixement de població més alta d'Israel, amb un 7,9% anual.